# Crassispira consociata
Crassispira consociata é uma espécie de gastrópode do gênero Crassispira, pertencente à família Pseudomelatomidae.